# 오왠
오왠(영어: O.WHEN, 1993년 10월 5일 ~ )은 대한민국의 싱어송라이터이다.

## 음반 목록

### EP
- "When I Begin" (2016)
- "When It Loves" (2018)

### 싱글
- "Good Night" (2016)
- "보통의 날들" (2016, 판타스틱 OST)
- "Call Me Now" (2016)
- "Return" (2017)
- "흐린" (2017)
- "없네" (2017)
- "어떻게 말할까" (2017, 수상한 파트너 OST)
- "Fall in love" (2017)
- "세월의 흔적 다 버리고" (2017, 015B Anthology Part 3)